# 에드거상
에드거상(Edgar Award)은 에드거 앨런 포의 이름을 딴 미국의 문학상으로, 미국에서 발표된 미스터리 분야의 작품에서 선정된다. 장편, 단편 등 장르별로 종류뿐만 아니라 소설 이외의 텔레비전이나 영화의 부문도 있다.

## 같이 보기
- 에도가와 란포상